# Вдовина, Наталия Геннадиевна
Ната́лия Генна́дьевна Вдо́вина (Черно́ва) (род. 12 января 1969, Белогорск, Крымская область) — российская актриса театра, кино, телевидения и дубляжа. Народная артистка Российской Федерации (2021). Лауреат премии Мэрии Москвы в области литературы и искусства (1999). 

## Биография
Наталия Вдовина родилась 12 января 1969 года в городе Белогорске Крымской области Украинской ССР. Отец и мать (мать родом из Тамбовской области) — строители. Есть родной старший брат Сергей.
В 1986 году окончила среднюю общеобразовательную школу в городе Симферополе.
В 1990 году окончила Высшее театральное училище (институт) имени М. С. Щепкина при Государственном академическом Малом театре России (руководитель курса — Римма Гавриловна Солнцева) и была принята в труппу театра «Сатирикон» имени Аркадия Райкина в Москве, в 2001 г. — в спектаклях худрука театра К. А. Райкина стала Заслуженной артисткой РФ, в спектаклях которого занята по настоящее время.

### Личная жизнь
У Наталии Вдовиной двое детей: дочь Майя (род. 1992) от первого брака и сын Роман (род. 2007) от мужчины, с которым актриса в официальном браке не состояла.

## Творчество

### Роли в театре

#### «Сатирикон» имени Аркадия Райкина
- 1994—1999 — «Великолепный рогоносец (тот, кого она любит)» по пьесе «Великолепный рогоносец» Фернана Кромелинка (режиссёр — Пётр Фоменко; премьера — 4 апреля 1994 года, последний спектакль — 24 июля 1999 года) — Стелла, жена поэта Брюно
- «Превращение» Франца Кафки — Сестра
- «Ромео и Джульетта» У. Шекспира — Джульетта
- 2001—2004 — «Гедда Габлер» по одноимённой пьесе Генрика Ибсена (постановка и музыкальное оформление — Нина Чусова; премьера — 25 октября 2001 года, последний спектакль — 14 января 2004 года) — Фру Гедда Тесман (в девичестве Габлер), жена Йоргана Тесмана
- «Маскарад» М. Ю. Лермонтова — Баронесса Штраль
- «Трёхгрошовая опера» Б. Брехта — Полли Пичем
- «Гамлет» У. Шекспира — Офелия
- «Деньги» А. Н. Островского — Анна Тихоновна
- «Квартет» Мольера — Доримена / Цыганка / Лизетта / Нотариус
- «Ричард III» У. Шекспира — Леди Анна / Маргарита
- «Король Лир» У. Шекспира — Корделия, младшая дочь короля Лира
- 2017 — «Ваня и Соня и Маша и Гвоздь» по одноимённой пьесе Кристофера Дюранга (режиссёр-постановщик — Константин Райкин; премьера — 15 мая 2017 года) — Маша
- 2020 — «Дорогая Елена Сергеевна» по одноимённой пьесе Людмилы Разумовской (режиссёр-постановщик — Владимир Жуков; премьера спектакля состоялась во «Всемирный день театра» 27 марта 2020 года при пустом зале в бесплатной онлайн-видеотрансляции на сайте театра из-за карантина в связи с пандемией коронавирусной инфекции COVID-19[7]) — Елена Сергеевна, учитель математики в школе[8]

#### «Мастерская Петра Фоменко»
- 2006 — «Носорог» по одноимённой пьесе Эжена Ионеско (режиссёр-постановщик — Иван Поповски; премьера — 17 февраля 2006 года) — Дэзи[9]

#### Театр имени Моссовета
- «Дядя Ваня» А. П. Чехова — Елена Андреевна
- 2012 (по настоящее время) — «Три сестры» по одноимённой пьесе А. П. Чехова (постановка и сценография — Андрей Кончаловский) — Наталья Ивановна, невеста (потом жена) Андрея Сергеевича Прозорова[10]
- «Вишнёвый сад» А. П. Чехова — Варя

#### Театр имени Е. Б. Вахтангова
- «Дали» Левана Вартази — Дали / Гала

#### Театр Наций
- «Саша, привет!» (режиссер Марат Гацалов) — Света

### Фильмография

#### Актёрские работы
| Год       |     | Название                                                | Роль |
| --------- | --- | ------------------------------------------------------- | --- |
| 1995      | ф   | Летние люди                                             | Варвара Михайловна Басова |
| 2002      | с   | Неудача Пуаро                                           | миссис Ричард Фоллиот, жена капитана Фоллиота, старшая сестра Урсулы Борн |
| 2003      | ф   | Возвращение                                             | мать Андрея и Ивана |
| 2003      | с   | Люди и тени 2. Оптический обман                         | Лейкина |
| 2003      | с   | Небо в горошек                                          | Клавдия |
| 2003      | с   | Таксист                                                 | Елена Старкова |
| 2003      | ф   | Убить вечер                                             | Анна |
| 2005      | ф   | Заказ                                                   | Анна |
| 2005      | с   | Новый русский романс                                    | Алевтина |
| 2006      | с   | Очарование зла                                          | Вера Александровна Гучкова, агент НКВД СССР (агентурное имя — «Леди»), дочь лидера белой эмиграции и бывшего морского министра Временного правительства России Александра Гучкова |
| 2006      | ф   | Возврат / Z odzysku                                     | Катя |
| 2006      | с   | Ваша честь                                              | Марина Андреевна Серёгина, судья |
| 2007      | ф   | Мымра                                                   | Елена Владимировна Чистякова / Ленка Тютина |
| 2007      | ф   | Прекрасная Елена                                        | Наталья Михайловна Шаманова, сестра Юрия Шаманова |
| 2007      | с   | Учитель в законе                                        | Лидия Анатольевна Маркина, учитель математики |
| 2009      | ф   | Двойная пропажа                                         | Виктория |
| 2009      | с   | Журов                                                   | Инна Александровна Уварова, физиотерапевт в санатории |
| 2009      | с   | Исаев                                                   | Вера, бывшая жена графа Виктора Воронцова |
| 2009      | ф   | Какраки                                                 | Елена Ивановна Пономарёва |
| 2009      | с   | Суд                                                     | Марина Андреевна Серёгина, судья |
| 2009—2010 | с   | Кремлёвские курсанты                                    | Светлана Кирилловна Мамина («Мамочка»), майор, врач в военном училище |
| 2010      | ф   | Лучший друг моего мужа                                  | Инна Валерьевна Панова |
| 2010      | с   | Учитель в законе. Продолжение                           | Лидия Анатольевна Маркина, учитель математики |
| 2010      | с   | Голоса                                                  | Варвара Викторовна Лобова |
| 2010      | ф   | Москва, я люблю тебя!                                   | женщина на мосту |
| 2011      | ф   | Луна-луна                                               | Тамара Архипова |
| 2011      | с   | Пират и пиратка                                         | Ольга Капустина |
| 2011      | ф   | На всю жизнь                                            | Нина Константиновна Вольная |
| 2011      | с   | Фарфоровая свадьба                                      | Нина Михайловна Утешина |
| 2012      | ф   | Братья                                                  | Лена |
| 2012      | с   | Ласточкино гнездо                                       | Ася (Александра Юрьевна) |
| 2012      | с   | Мать-и-мачеха                                           | Мария Николаевна Парамонова |
| 2012      | док | Человек, который спас мир / The Man Who Saved the World | Раиса |
| 2012      | с   | ЧС. Чрезвычайная ситуация                               | Марина |
| 2012—2013 | с   | Не плачь по мне, Аргентина!                             | Мария Орлова |
| 2013      | с   | Две зимы и три лета                                     | Анфиса Минина, председатель колхоза |
| 2013—2015 | с   | Последний из Магикян (сезоны 2-5)                       | Анастасия Павловна Щербакова, мать Егора, телеведущая кулинарного шоу |
| 2015      | ф   | Без границ                                              | Света |
| 2015      | с   | Последний мент                                          | Елизавета Терехова, бывшая жена капитана милиции Алексея Дивова |
| 2015      | ф   | Последняя ночь                                          | Надя |
| 2016      | с   | Любовная сеть                                           | Арина |
| 2016      | с   | Отражение радуги                                        | Полина Владимировна Орехова, майор полиции, психолог |
| 2016      | с   | Родные люди                                             | Алиса |
| 2017      | ф   | Как Витька Чеснок вёз Лёху Штыря в дом инвалидов        | Вера |
| 2017      | с   | Куркуль                                                 | Лидия Терехова |
| 2017      | с   | Дом фарфора                                             | Алла Гроссман |
| 2017      | ф   | NO-ONE                                                  | Тамара, жена генерала КГБ Олега Сергеевича |
| 2018      | с   | Лапси                                                   | «Сорока» |
| 2018      | ф   | Ваш репетитор                                           | Анна Германовна |
| 2019      | с   | Зелёный фургон                                          | Людмила, бывшая жена Владимира Патрикеева, мать Евгения Красавина |
| 2020      | с   | Агеев                                                   | Надежда Новицкая, штатный психолог МВД |
| 2020—2022 | с   | Пассажиры                                               | Элла (девятая серия) |
| 2021      | с   | Пробуждение                                             | Светлана Алексеевна Фролова, жена Павла |
| 2021      | ф   | Бессмертные                                             | Надя |
| 2021      | с   | Серебряный волк                                         | Маргарита |
| 2022      | ф   | Ника                                                    | Раиса Константиновна, мать Ивана |
| 2022      | ф   | Под одной крышей                                        | Екатерина |
| 2024      | ф   | Домовой                                                 | Инга |
| 2024      | с   | Золотое дно                                             | Ольга Градова |
| 2024      | с   | Варшава'21                                              | Луиза Брыльска |

#### Дубляж
- 2007 — Гарри Поттер и Орден Феникса — Беллатриса Лестрейндж
- 2009 — Гарри Поттер и Принц-полукровка — Беллатриса Лестрейндж
- 2010 — Гарри Поттер и Дары Смерти: часть 1 — Беллатриса Лестрейндж
- 2011 — Гарри Поттер и Дары Смерти: часть 2 — Беллатриса Лестрейндж
- 2012 — Мрачные тени — Джулия Хоффман, доктор

## Признание заслуг

### Государственные награды
- 2001 — почётное звание «Заслуженный артист Российской Федерации» — за заслуги в области искусства[11].
- 2021 — почётное звание «Народный артист Российской Федерации» — за большие заслуги в области искусства[12]

### Награды субъектов Российской Федерации
- 1999 — лауреат премии Мэрии Москвы в области литературы и искусства (в области театрального искусства) — за исполнение ролей Стеллы в спектакле «Великолепный рогоносец», Джульетты в спектакле «Ромео и Джульетта», Полли Пичем в спектакле «Трёхгрошовая опера», Офелии в спектакле «Гамлет», Сестры в спектакле «Превращение»[13].

### Общественные награды
- 1994 — лауреат высшей театральной премии города Москвы «Хрустальная Турандот» в номинации «Лучший дебютант» (театральный сезон 1993—1994 годов) — за роль Стеллы в спектакле «Великолепный рогоносец (тот, кого она любит)» по пьесе «Великолепный рогоносец» Фернана Кромелинка в постановке Петра Фоменко на сцене Российского государственного театра «Сатирикон» имени Аркадия Райкина в Москве[14].
- 2001 — лауреат российской театральной премии «Чайка» — за роль фру Гедды Тесман в спектакле «Гедда Габлер» по одноимённой пьесе Генрика Ибсена в постановке Нины Чусовой на сцене Российского государственного театра «Сатирикон» имени Аркадия Райкина в Москве.
- 2006 — лауреат российской театральной премии «Чайка» в номинации «Обольстительная женщина» — за роль Дэзи в спектакле «Носорог» по одноимённой пьесе Эжена Ионеско в постановке Ивана Поповски на сцене Московского театра «Мастерская П. Н. Фоменко»[9].
- 2006 — Приз «Лучшая женская роль» на кинофестивале «Бригантина» за фильм «Заказ»
- 2013 — лауреат театральной премии газеты «Московский комсомолец» сезона 2012—2013 годов в категории «Полумэтры» в номинации «Лучшая женская роль второго плана» — за роль Натальи Ивановны в спектакле «Три сестры» по одноимённой пьесе А. П. Чехова в постановке Андрея Кончаловского на сцене Государственного академического театра имени Моссовета[15].
- 2018 — приз «Золотой Сарматский лев» в российском конкурсе «Сплетённые параллели» в номинации «Лучшая актриса» на XI Международном кинофестивале «Восток & Запад. Классика и авангард» в Оренбурге — за роль Анны Германовны в художественном фильме «Ваш репетитор» режиссёра Антона Коломееца[16].